# Sepp Klasen
Josef „Sepp“ Klasen (* 2. März 1935 in Höchstberg; † 4. Oktober 2023) war ein deutscher Politiker (SPD).

## Werdegang
Er besuchte die Oberrealschule Weilheim und im Rahmen eines Schüleraustauschs die Zelienople High School in den Vereinigten Staaten. Nach dem Abitur studierte er Rechts- und Staatswissenschaften an der Universität München und legte das Referendarexamen und die 2. juristische Staatsprüfung ab. Danach war Klasen als Regierungsassessor und später als Regierungsrat bei der Landesversicherungsanstalt Oberbayern mit der Funktion eines Referenten in der Rentenabteilung angestellt. Er war Vorsitzender Richter einer Kammer beim Sozialgericht München und Rechtsanwalt.
1963 wurde Klasen Mitglied der SPD. Er war Mitglied des Parteirats und des geschäftsführenden Vorstands des Bezirks Südbayern sowie Vorsitzender des Regionalverbandes Oberbayern der SPD und Mitglied des Kreistags und Kreisausschusses im Landkreis Weilheim-Schongau. Von 1970 bis 1990 war er Mitglied des Bayerischen Landtags und dort Sprecher der SPD-Fraktion.
Klasen lebte seit 1937 in Schongau.